# Thyada barbicornis
Thyada barbicornis är en skalbaggsart som först beskrevs av Francis Polkinghorne Pascoe 1859.  Thyada barbicornis ingår i släktet Thyada och familjen långhorningar. Inga underarter finns listade i Catalogue of Life.